# Honda Sports Award
Honda Sports Award är utmärkelse som varje år delas ut till den främsta kvinnliga idrottaren inom amerikansk collegeidrott inom tolv olika sporter. Bland de tolv väljs sedan Collegiate Woman Athlete of the Year Utmärkelsen har delats ut sedan 1976 (förutom för fotboll och lacrosse som tillkom 1989 respektive 2000).